# Domen Novak (piłkarz ręczny)
Domen  Novak (ur. 24 kwietnia 1998 w Lublanie) – słoweński piłkarz ręczny, prawoskrzydłowy, od 2021 zawodnik HSG Wetzlar.

## Kariera
Novak rozpoczął karierę w Słowenii w 2015 roku w drugoligowym klubie ŠD RK Krim. W 2017 roku przeniósł się do I ligi słoweńskiej do RD Slovan Ljubljana, 2017-2018 grał w MRD Dobova.
Od 2019 roku startował w drużynie Słowenii RK Celje, z którym zdobył mistrzostwo Słowenii w 2020 roku. Novak z HSG Wetzlar podpisał kontrakt na sezon Bundesligi 2021/22. W sezonie 2021/22 Domen strzelił 65 goli w 34 meczach ligowych.
W 2022 został powołany do Reprezentacji Słowenii, w 2023 zagrał w składzie drużyny Słowenii w czasie Mistrzostw Świata w Piłce Ręcznej Mężczyzn.